# 560354 Chrisnolan
560354 Chrisnolan este o planetă minoră (asteroid) din centura de asteroizi. A fost descoperită pe 26 noiembrie 2013 la  de  și a fost numită după Christopher Nolan. 
Obiectul prezintă o orbită caracterizată de o semiaxă mare de 3,0552117461143 UAi, o excentricitate de 0,05479331142101, o înclinație de 12,016012026964 ° în raport cu ecliptica.